# Festival MUTIS
El Festival MUTIS de teatro independiente y nueva creación es una muestra participativa celebrada en Barcelona desde 2010 cada equinoccio de primavera, en la que confluyen actividades relacionadas con las artes escénicas interpretadas por compañías emergentes y grupos universitarios, principalmente españoles.

## Trayectoria

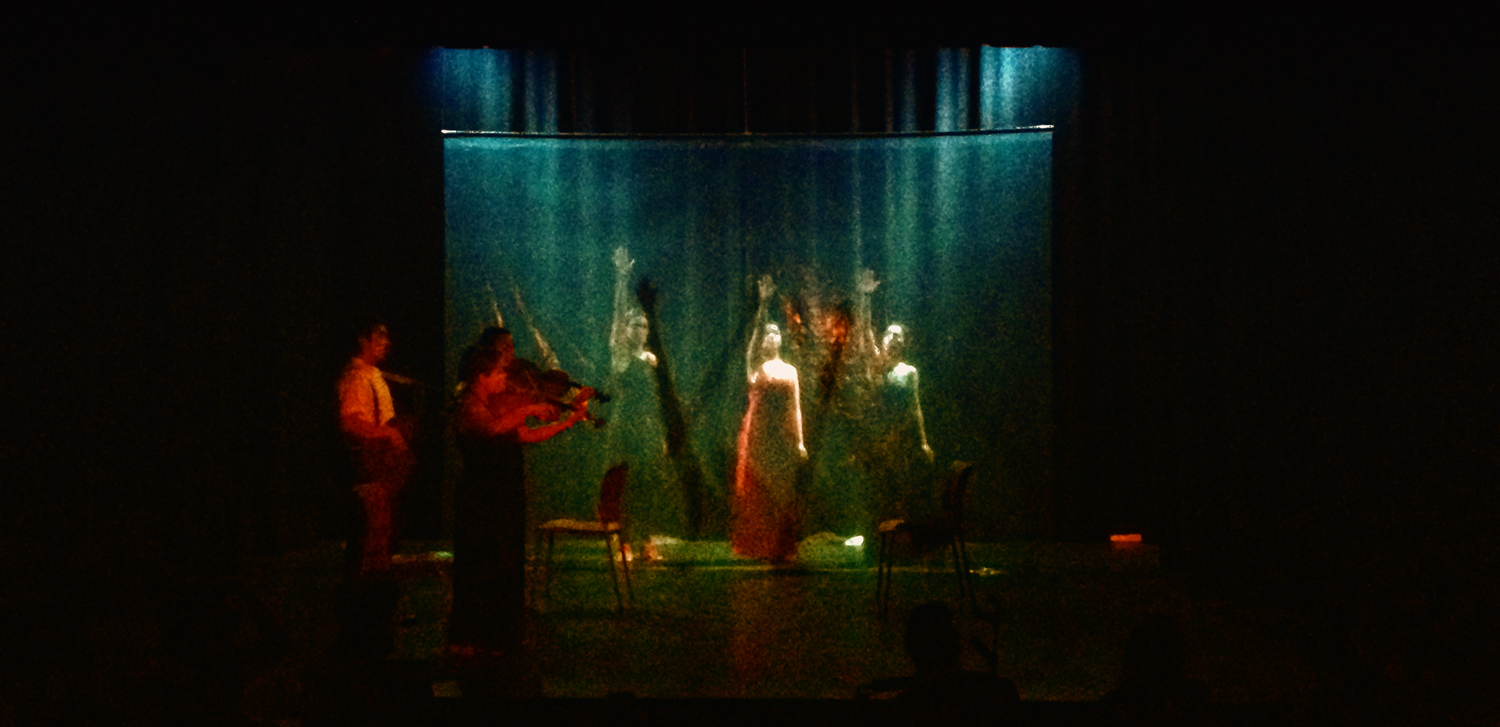
Música en directo. Des vies souterraines, de Paula Espinoza.

La edición pionera del festival, la I Muestra Universitaria de Teatro Incisivo-Satírico, tuvo lugar los días 17, 18 y 19 de marzo de 2010 en el Campus Diagonal Sud de la Universidad Politécnica de Cataluña, donde confluyeron compañías de toda España que participaron en los diversos actos programados, como los estrenos de varias obras, conferencias y debates e intercambios de propuestas en el ámbito específico, a nivel nacional.
Tras el éxito de la primera edición, en 2011 se realizó una segunda convocatoria en la que se programaron una decena de actividades en el recinto docente entre las que destacaron Bambalinas Paral·lel de la Cía. La Meridiana e In-Comunicando del grupo gallego Mequetrefes. 
En la tercera edición del festival, la actividad trascendió la Zona Universitaria para desarrollarse también en el distrito de Gracia, con diversas puestas en escena, entre ellas la adaptación Baixarse ao mouro, versiones de Las asambleistas de Aristófanes o Antígona de Salvador Espriu, y un homenaje a Federico García Lorca.

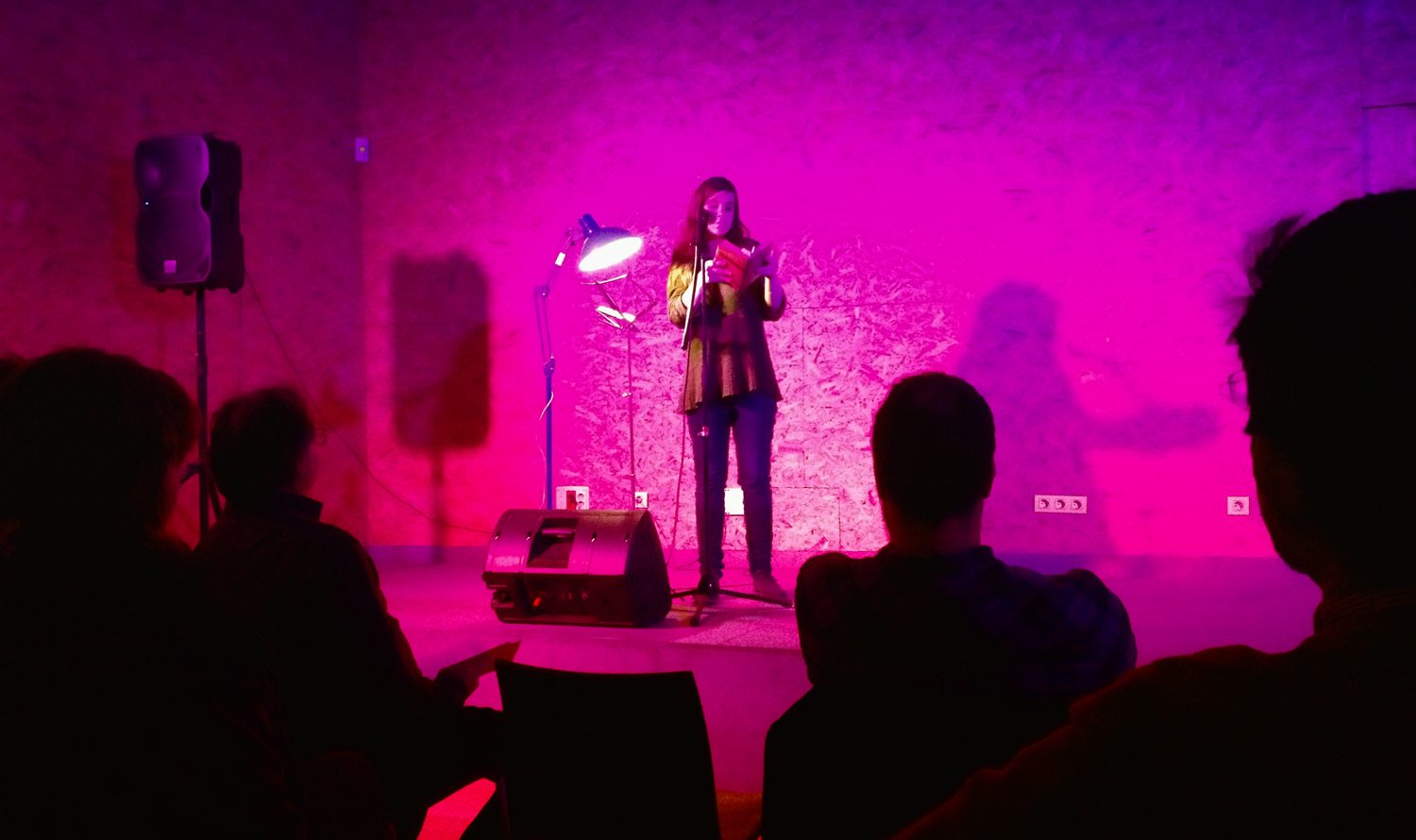
Recital del Aula de Poesía de Barcelona en el Palau Alós, en el "IV MUTIS".

En la cuarta edición del MUTIS se realizaron actividades también en los distritos de San Martín y el Ensanche, desarrollando una veintena de actos con once piezas en cartel que incluyeron obras clásicas como Los entremeses de Miguel de Cervantes o El castigo sin venganza de Lope de Vega. En el campo de la nueva creación encontramos el espectáculo Telón Telón de Javier Jiménez y Saray García o Els set contra Èsquil de David Bo. También destacó el grupo Velum Teatro de Pamplona con Fugitivos, una obra basada en Especies Fugitivas de Tennessee Williams, a la que se concedió el "Bufón Negro", máximo galardón del festival. Paralelamente y fruto de un año de trabajo conjunto entre los grupos participantes, se presentó el libro Haciendo mutis, sobre la problemática principal del sector teatral universitario así como sus potencialidades y retos de futuro.
Alcanzado el primer lustro de existencia, el V MUTIS incorporó el distrito de Ciudad Vieja y reforzó su carácter de respaldo a la nueva creación con nuevas dramaturgias como Café Liberdade de Fernando Dacosta, El Cantar de fray Cebolla de Gaston Gilabert, Des vies souterraines de Paula Espinoza —interpretada por un grupo teatral francés—  El viaje de los teatreros pitipitroncos de Dinámica Teatral. 
En su sexta edición (2015), el MUTIS aumentó su duración a cinco días y puso en escena una veintena de espectáculos presentados en diferentes espacios de la ciudad condal, reivindicando el teatro en espacios no canónicos al incluir programación en una estación de metro.

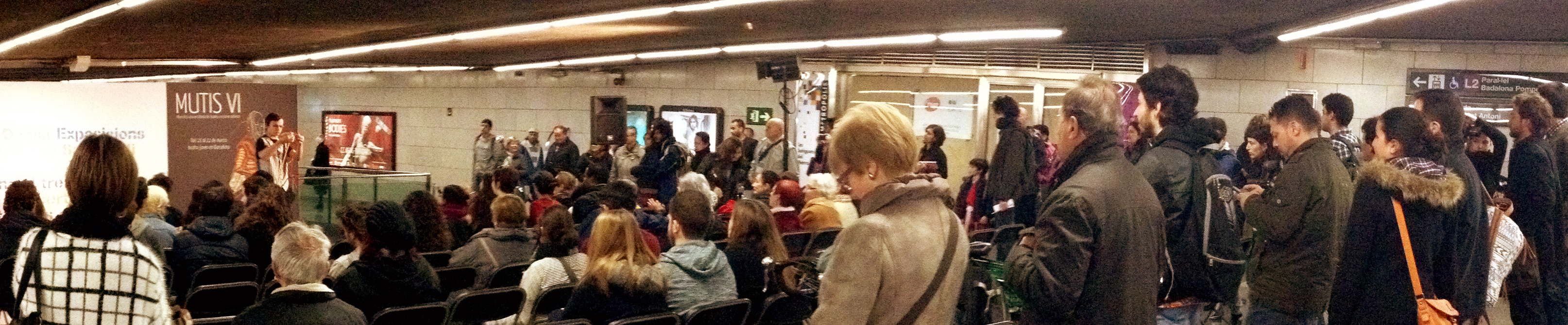
Espectáculo de magia en el Hall de la estación Universitat del Metro de Barcelona en el marco del VI MUTIS.

De esa sexta edición son montajes como La amante de Salomón, inspirada en textos de Dürrenmatt; La força del costim, de Thomas Bernhard; Persecución y muerte de Jean Paul Marat, inspirada en el Marat-Sade, de Peter Weiss; o La Posadera, de Carlo Goldoni; entre otros. El colectivo Dinámica Teatral que también estuvo presente en la edición anterior recibió el galardón "Aprendiz de bufón", una nueva categoría para distinguir y premiar la mejor obra de teatro juvenil presentada en el MUTIS.
En la séptima edición se consolida el formato de cinco días duplicando programación y creando puentes entre autores y nueva creación, con una tarde de lecturas dramatizadas en la Casa del Libro de Rambla de Cataluña y un Encuentro de Creadores. Entre las obras de nueva creación destacó el espectáculo Tot sol... i núvol, de la compañía Lepuant i Paramovidos, del Colectivo Tarony-ia, mientras que en piezas adaptadas lo hizo El Barracón, con El veneno del teatro, de Rodolf Cirera.
En su octava edición se extendió la actividad a lo largo de una semana y, sumando lecturas dramatizadas y microteatro, se llegaron a superar las cuarenta piezas programadas, con un alto número de obras de nueva creación y unas cifras casi paritarias en participación de dramaturgas. Destacaron Los niños pedidos de Laila Ripoll, de la Cía. Mutis por el foro y, en el apartado de nueva creación, Pantonne de David Bo y Rosita, de Misael Sanroque.
Para el IX MUTIS se programaron además de 35 títulos y las mesas redondas, conferencias y debates dieron paso a un formato más estructurado en forma de unas jornadas de investigación sobre teatro y ópera independiente en el Instituto del Teatro de Barcelona. En esta edición, además de un cada vez mayor número de actores y directores latinoamericanos residentes en España, se da inicio a la realización de colaboraciones e intercambios directos con Hispanoamérica, con el estreno en simultáneo del monólogo Yo, Ulrike, grito, de Dario Fo y la llegada de México de la obra Siuatl, de Abril Mondragón y Anna Rossell. Este año se amplió además la programación incorporando San Adrià del Besós, con sede en el Ateneu Adrianenc y en Refugiart, un refugio antiaéreo de la guerra civil acondicionado para visitas guiadas y actos culturales y donde sobresalió el montaje Roberto Zucco de la Cía. Katharsis Teatro.

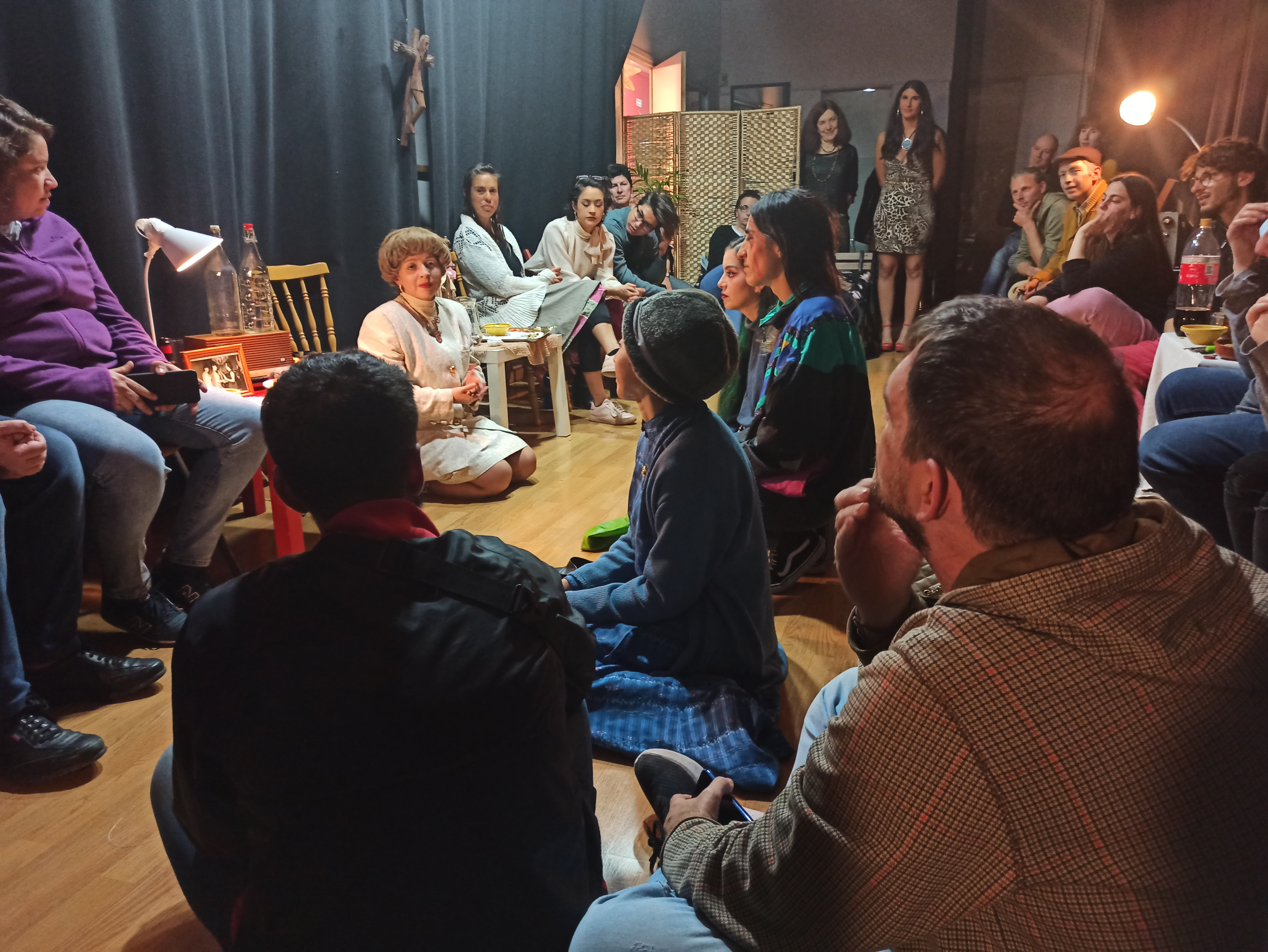
Berta, teatro inmersivo de la cía. chilena La ropa sucia, en el CC Drassanes, 2020.

En su décimo aniversario el MUTIS siguió ampliando secciones -esta vez con una tarde performática en La Fontana- y sumando fechas. En esta ocasión la colaboración internacional fue chilena: El Festín, de Felipe Vergara se programó en la Sala Melmac, la nueva sede de la Cía. Mar Gómez. Se distinguieron las piezas Set segons - in God we trust de la Cía. Parece una Tontería, No sólo Yerma de la Cía. Tanpola y La [mujer] que espera, de la Cía. [Re] Teatro. TECU Teatro fue a su vez el grupo más destacado en la sección de teatro universitario.
La decimoprimera edición estaba programada del 6 al 15 de marzo de 2020, sin embargo, pese a crecer en espacios el festival se tuvo que suspender el viernes 13 por motivo del estado de excepción declarado por el gobierno y el cese de toda actividad docente y teatral, perdiéndose una docena de montajes, varias actividades secundarias y un día de las III Jornadas ahora convertidas en un Congreso de investigación y práctica escénica. Este cierre anticipado afectó principalmente a la sección de teatro universitario donde destacó Francamente Frank de la Compañía AulaScenica, mientras que la programación emergente prácticamente no sufrió más que un par de cancelaciones, siendo las piezas más valoradas: El matamoscas, Las ausencias, Obsolescència, Todas las lunas de hierro y l'Abisme, todas ellas de nueva creación, siendo ésta la edición con más porcentaje de obra original y, por primera vez la edición con mayor número de dramaturgas. Entre los grupos internacionales destacó la pieza inmersiva Berta de la Cía. La ropa sucia,compañia con mas de 10 años de trayectora, destacada por sus montajes inmersivos en latinoamaerica y el espectáculo interdisciplinar Ramón, Ramón del Grupo Rakún, ambas de Chile.

## Homenajes y galardones
Cada año, el MUTIS rinde homenaje a algún autor o personaje que haya destacado por su aportación en la literatura universal (Miguel Delibes, Federico García Lorca, Salvador Espriu, Kafka, Mary Shelly), y cuya obra sirve de objetivo en una representación, una lectura de poemas o una lectura dramatizada.

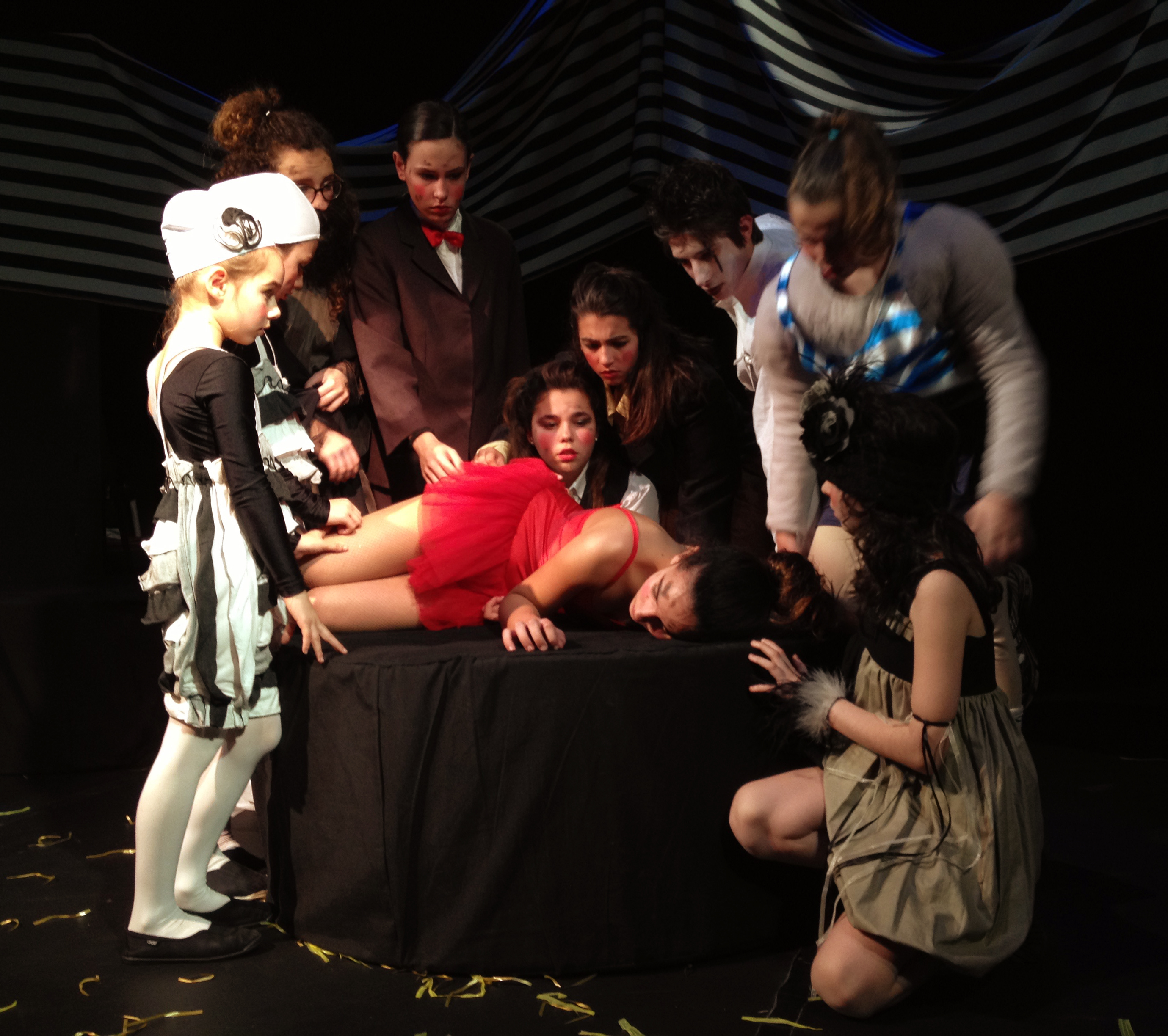
Teatro juvenil por el colectivo Dinámica Teatral, ganadores del "Aprendiz de bufón" en el "VI MUTIS".

En sus primeras ediciones había un único galardón, el "Bufón Negro", no es hasta la VI edición que aparece el "Aprendiz de Bufón" para reconocer el trabajo de las compañías juveniles. A lo largo de las ediciones celebradas hasta la fecha han sido premiadas las compañías Sombrero3 de Madrid (2010), Mequetrefes de Santiago de Compostela (2011), Teatro Crítico Universal de Logroño (2012), Velum teatro de Pamplona (2013), Mutis por el foro, también de Pamplona (2014) y Malaestirpe Teatro de Toledo, en 2015. Ese año para la categoría de teatro infantil se premió a Dinámica Teatral de Logroño.
En su séptima edición el MUTIS se vertebró en dos secciones principales a concurso -una para teatro emergente y otra para teatro universitario- y aumentó el número de categorías a seis, destacando las obras F-451 de Malaestirpe Teatro en la sección independiente, Ecos de la compañía Somset de Barcelona en la sección emergente y Tres ciclos del Aula de Teatro Ánfora de Zaragoza en la sección juvenil. En su octava edición en la sección independiente ganó a mejor obra el Sr. Ibrahim y las flores del Corán, mientras que en la sección emergente ganó #NoLugar, una creación de teatro físico de Malala Producciones. El Aprendiz de bufón recayó en Clásicos 2.0 del Taller de Artes Escénicas Jesuitas de Zaragoza. En 2018 no hubo categoría infantil y los premiados a las secciones emergente e independiente fueron respectivamente Migrante, de la compañía Parece una tontería y Roberto Zucco, de la compañía Katharsis Teatro. En 2019 destacaron Set segons - in God we trust de Falk Richter y Todo es farsa en este mundo de Bretón de los Herreros. Tras una semana de actividad, en 2020 el festival tuvo que suspenderse por motivo de la alerta sanitaria que cerró las salas de Barcelona el viernes 13 de marzo, no pudiéndose fallar los premios de la categoría de teatro universitario. En la sección emergente destacó El matamoscas, de Valeria Pisati, de la Cía. La Visceral.
Pese a la dinámica de cierres parciales y aforos al 50% se espera que la XII edición tenga lugar en 2021 del 9 al 18 de abril. La principal novedad será que el IV Congreso de investigación y práctica escénica coorganizado por el Instituto del Teatro de Barcelona y la Universidad Politécnica de Cataluña se adelantarà un mes para poder seguir creciendo.

## Investigación y divulgación

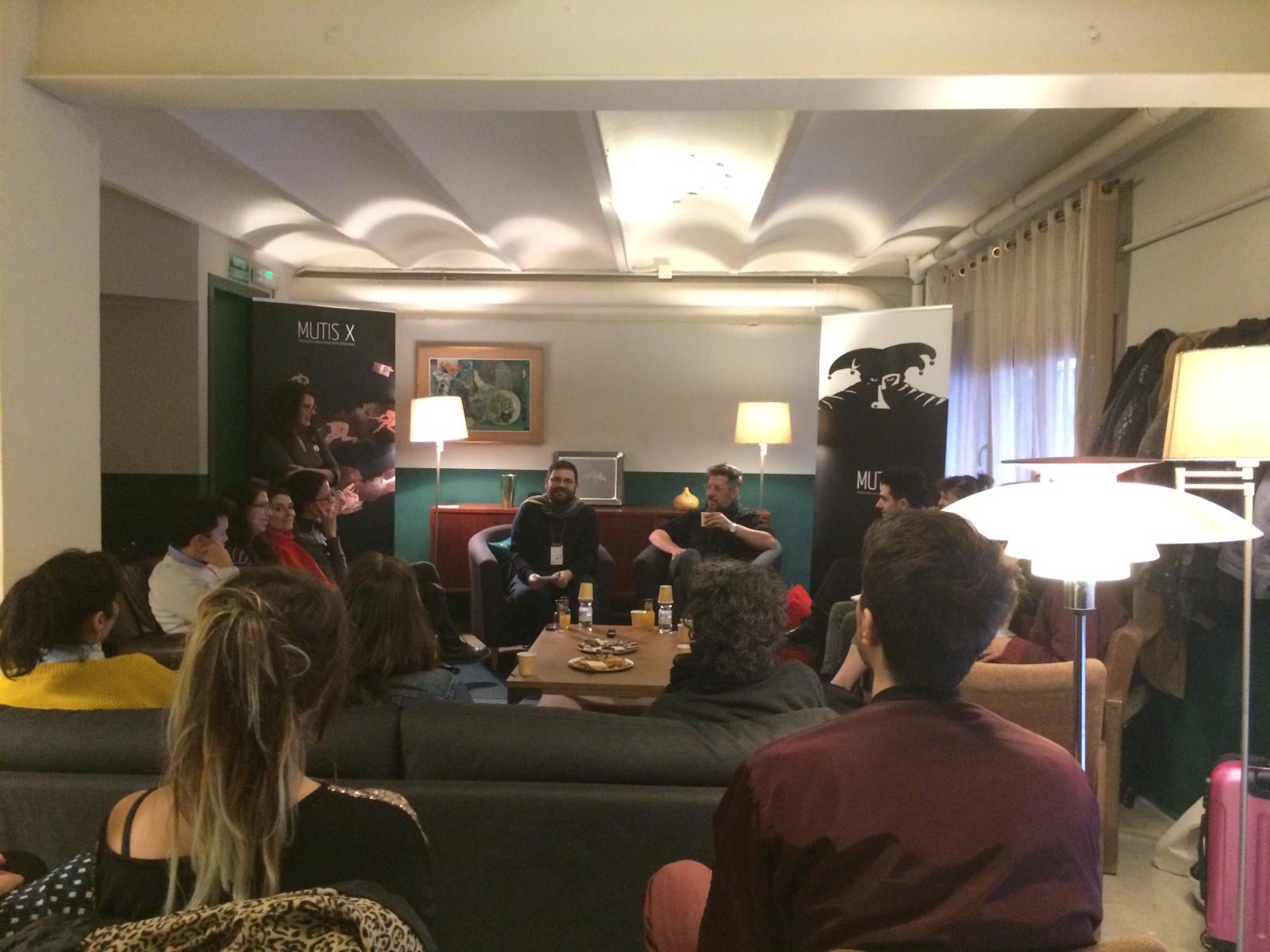
El Festival MUTIS promociona el encuentro y debate entre investigadores y compañías: el dramaturgo argentino Guillermo Cacache en la Sala Beckett, 2019.

El Festival desde un origen se planteó como un lugar de encuentro e intercambio, programando reuniones de directores y tertulias ya en su primera edición en 2010. En 2013 el Festival realizó una publicación de ensayo, Haciendo mutis, y antologó tres piezas en Generación mutis, con la Editorial Dédalo. En 2016 con motivo de tender puentes entre las artes escénicas, la ciencia ficción y lo fantástico se comenzaron a hacer colaboraciones anuales con la Librería Gigamesh y lecturas dramatizadas en La casa del libro. A partir de 2018 se comenzó a colaborar con el Instituto del Teatro para la creaciónd de unas jornadas de investigación en teatro independiente. En su segunda edición se consolidó y a partir de su tercera edición de 2020 se incorporó la Universidad Politécnica de Cataluña y se convirtió en Congreso.  El IV Congreso tuvo lugar del 15 al 17 de marzo de 2021 con una jornada previa el día 9, realizándose de manera dual, en parte en línea, en parte presencial con público hiperreducido en el Auditorio del Instituto del Teatro y retransmitido en directo y en abierto por el canal de YouTube del congreso.

## Organización
El Festival MUTIS es un festival cooperativo que respalda el asociacionismo, el mestizaje entre la práctica y la investigación académica y promociona la nueva creación libre de censura en la ciudad de Barcelona. Fundado en 2010 por Alberto Rizzo, director de La Coquera Teatro y codirigido junto con el director de escena y técnico teatral Stefano Razzolini en sus diez primeras ediciones, tomando el relevo hasta la actualidad la docente, investigadora y directora teatral Alba Saura.